# Body sugaring
Body sugaring is een ontharingsmethode die al ruim 4000 jaar bestaat. De methode werd waarschijnlijk voor het eerst toegepast in Egypte. De huid die van haar ontdaan moet worden wordt ingesmeerd met een suikerpasta. De hard geworden pasta wordt vervolgens weer van de huid verwijderd, waarbij de haartjes in de pasta achterblijven. Deze methode lijkt veel op harsen, maar is minder pijnlijk omdat de suikerpasta niet aan de huid kleeft.
Tegenwoordig wordt deze methode weer steeds vaker toegepast door schoonheidsspecialisten.